# Боднар Володимир Володимирович
Володи́мир Володи́мирович Бо́днар — солдат Збройних сил України.
Станом на березень 2017-го — командир відділення, 222-га Центральна артилерійська база боєприпасів. З донькою проживає у місті Умань.

## Нагороди
21 жовтня 2014 року — за особисту мужність і героїзм, виявлені у захисті державного суверенітету та територіальної цілісності України, вірність військовій присязі під час російсько-української війни, відзначений — нагороджений орденом «За мужність» III ступеня.
27 листопада 2014-го — орденом Богдана Хмельницького ІІІ ступеня.